# Harpactea stalitoides
Harpactea stalitoides är en spindelart som beskrevs av Ignacio Ribera 1993. Harpactea stalitoides ingår i släktet Harpactea och familjen ringögonspindlar.
Artens utbredningsområde är Portugal. Inga underarter finns listade i Catalogue of Life.